# نقانق خط الاستواء الابيض

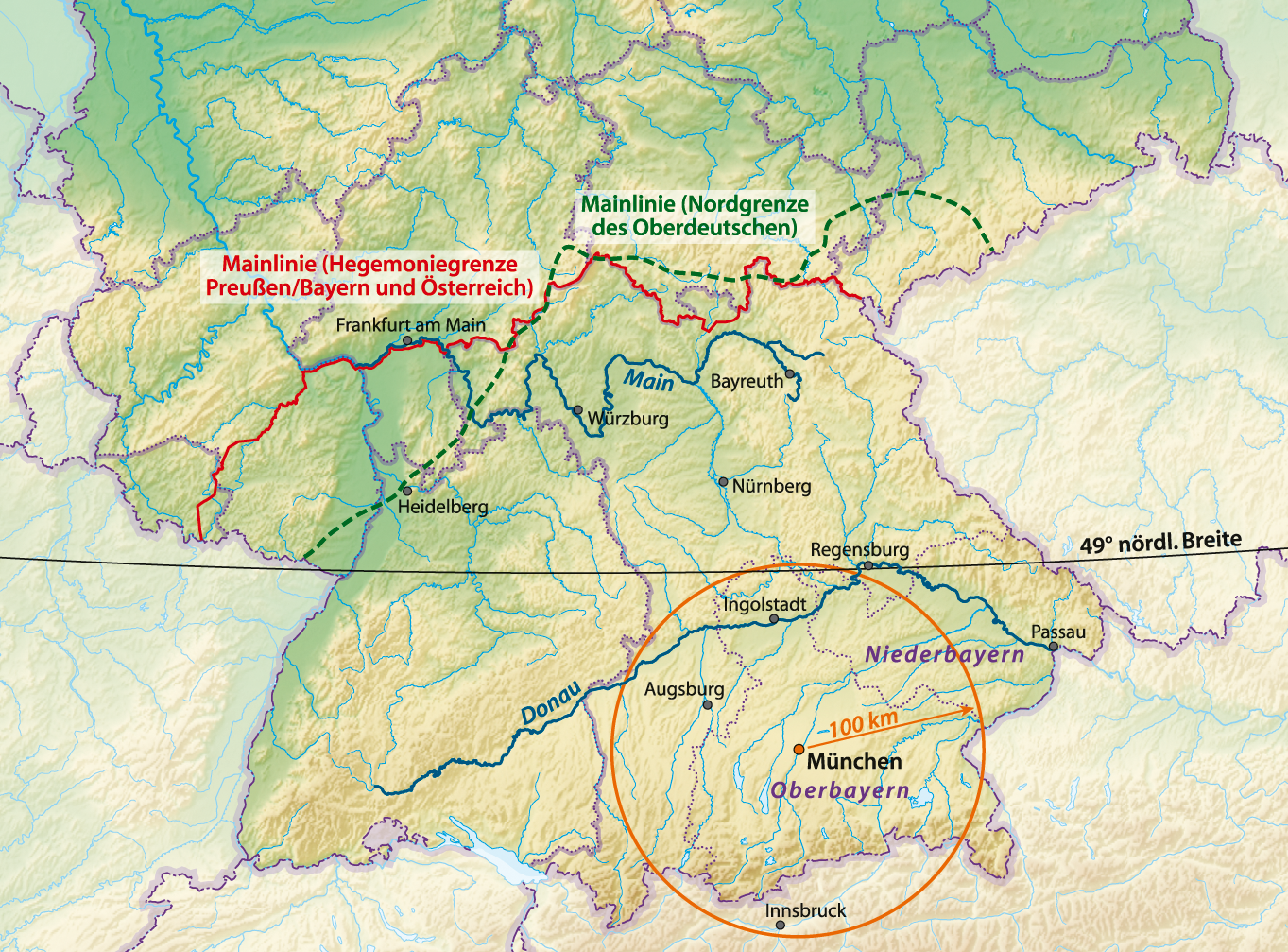
شباير (الاخضر)، 2) خط النهر الرئيسي كحدود للهيمنة البروسية سابقا1871 (احمر)، 3) 49° خط عرض (اسود).

" Weißwurstäquator " (نقانق خط الاستواء الابيض) هو مصطلح فكاهي يصف الحدود الثقافية المفترضة التي تفصل ألمانيا الجنوبية عن الاجزاء الشمالية، خاصة بافاريا عن وسط المانيا.
سميت باسم نقانق  (Weisswurst) ويزوارت بافاريا، ولا يوجد له معنى دقيق. الحدود اللغوية هي احد اشهر الحدود المعروفة باسم خط سبايرالذي يفصل لكنة المانيا العليا عن المانيا الوسطى، والذي يأتي بعد النهر الرئيسي تقريبا، وهناك خط اخر يمتد الى الجنوب، على امتداد نهر الدانوب تقريبا، او بين النهر الرئيسي و نهر الدانوب، على طول دائرة العرض الشمالية بدرجة 49 تقريبا.

## روابط خارجية
- definition on Indigo Magazine، p.57
- Interview with Oktoberfest innkeeper Wiggerl Hagn at Deutschlandradio Kultur باللغة الألمانية